# Calle 23 (l'Havana)

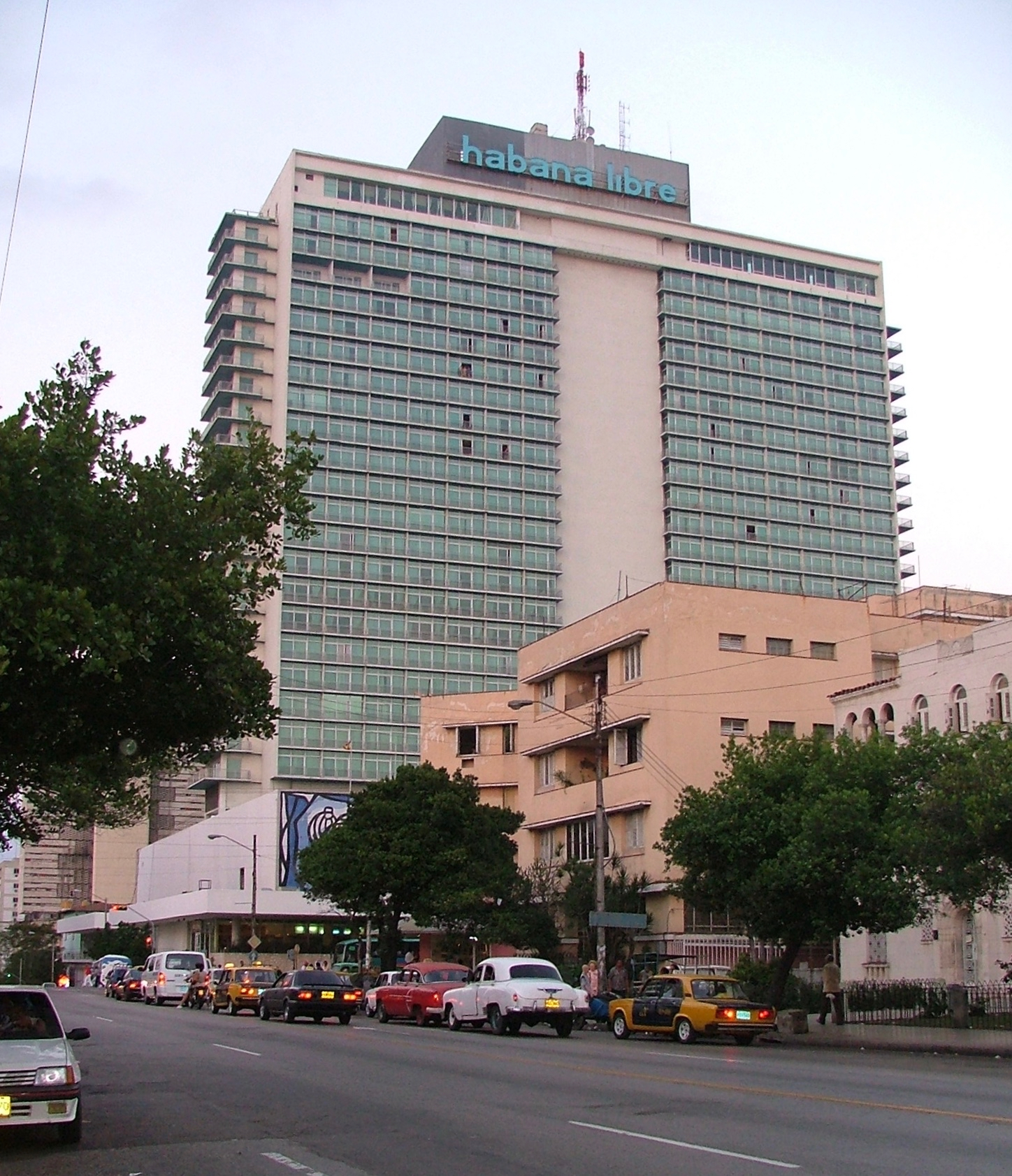
Calle 23 amb i l'hotel Habana Libre.

Calle 23 (en català carrer 23) travessa el Vedado des del Malecón fins a l'Avinguda 41. Antigament va ser una zona de pedreres i va arribar a la màxima esplendor arquitectònica, urbanística i cultural durant la dècada dels 40 i 50 del segle xx.
Podem destacar la part del carrer anomenat "La Rampa" que va des del Malecón fins al carrer L. Durant la dècada dels 50, en aquest carrer, que fa costa, i en els carrers propers hi havia tots els clubs nocturns, restaurants, bars, cabarets, etc de moda.
En l'actualitat als dos costats de la rampa hi ha grans hotels com el Nacional, Habana Libre, Capri, Victoria; els principals cinemes de la ciutat, com El Yara i La Rampa, així com diverses estacions de ràdio i televisió, alguns ministeris, com el de Salut Pública o el de Treball; agències de premsa, restaurants, galeries d'art, centres d'exposicions, clubs i discoteques als quals acudeixen centenars de joves els caps de setmana

## Edificis destacables
- Les voreres de La Rampa

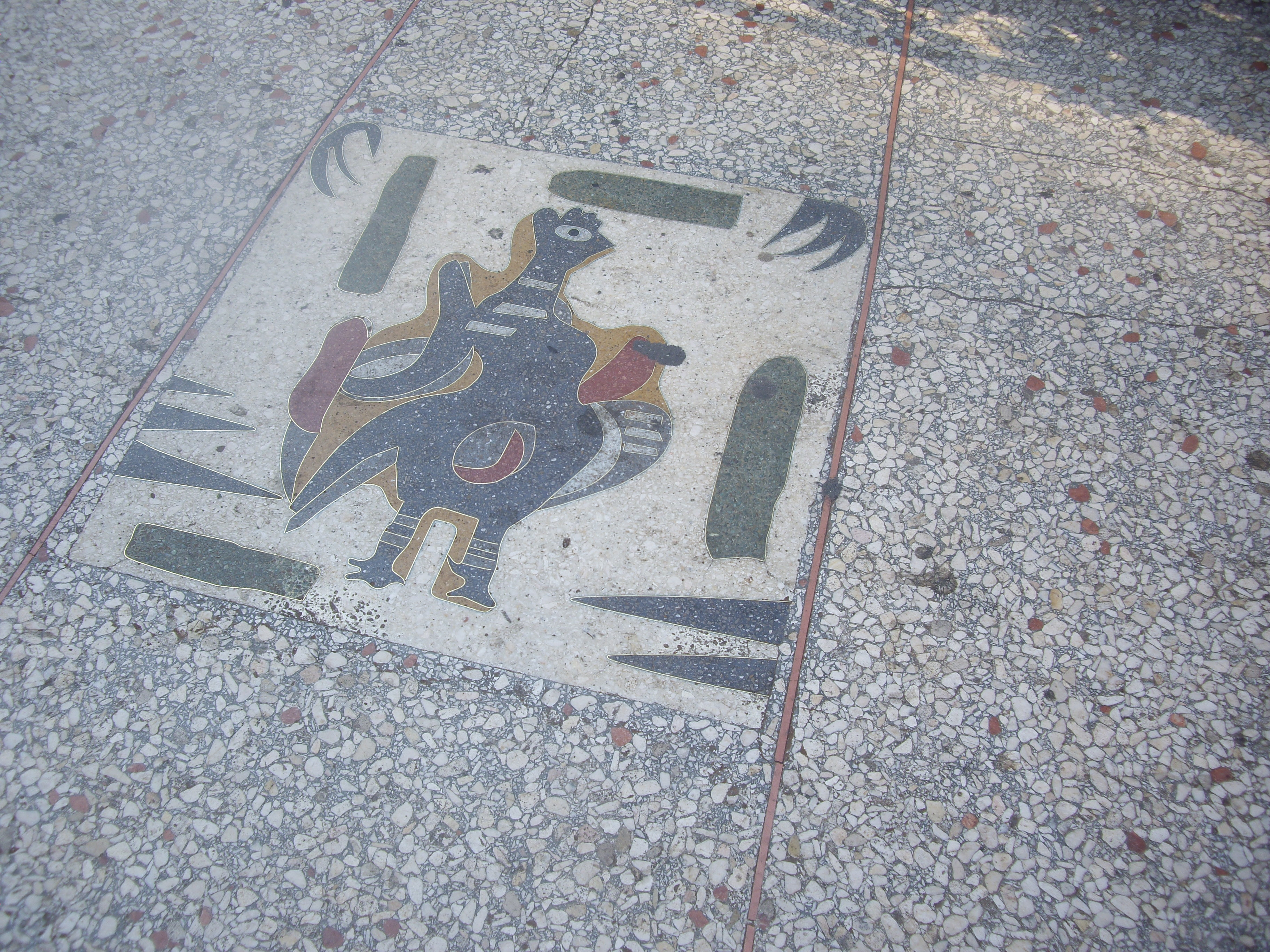
Mosaic polícrom al carrer 23 de l'Havana

La Rampa té àmplies voreres de granit i mosaics policroms que les adornen, on estan incrustades, com a llegat a tots els ciutadans, pintures de més de 20 famosos artistes de la plàstica cubana, entre ells Cundo Bermúdez, Amelia Peláez, René Portocarrero i Wifredo Lam.
- Gelateria Coppelia

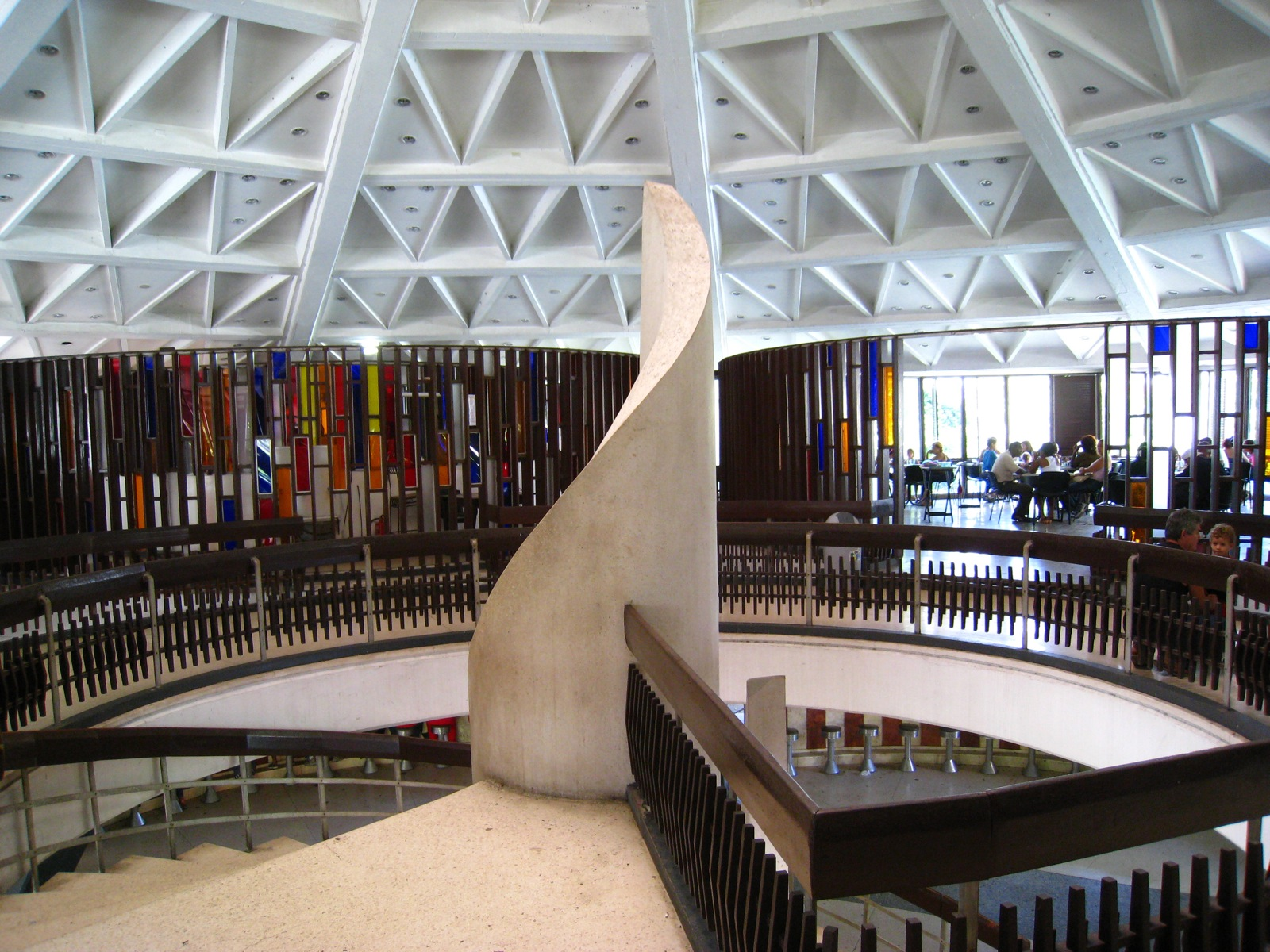
Gelateria Coppelia

És un edifici de formigó de l'arquitecte Mario Girona. Té forma d'aranya i va ser inaugurat el 4 de juny de 1966 i conegut també com La Catedral del Gelat, aquesta gelateria també s'ha fet famosa per sortir al film Fresa y chocolate.
- El pavelló de Cuba

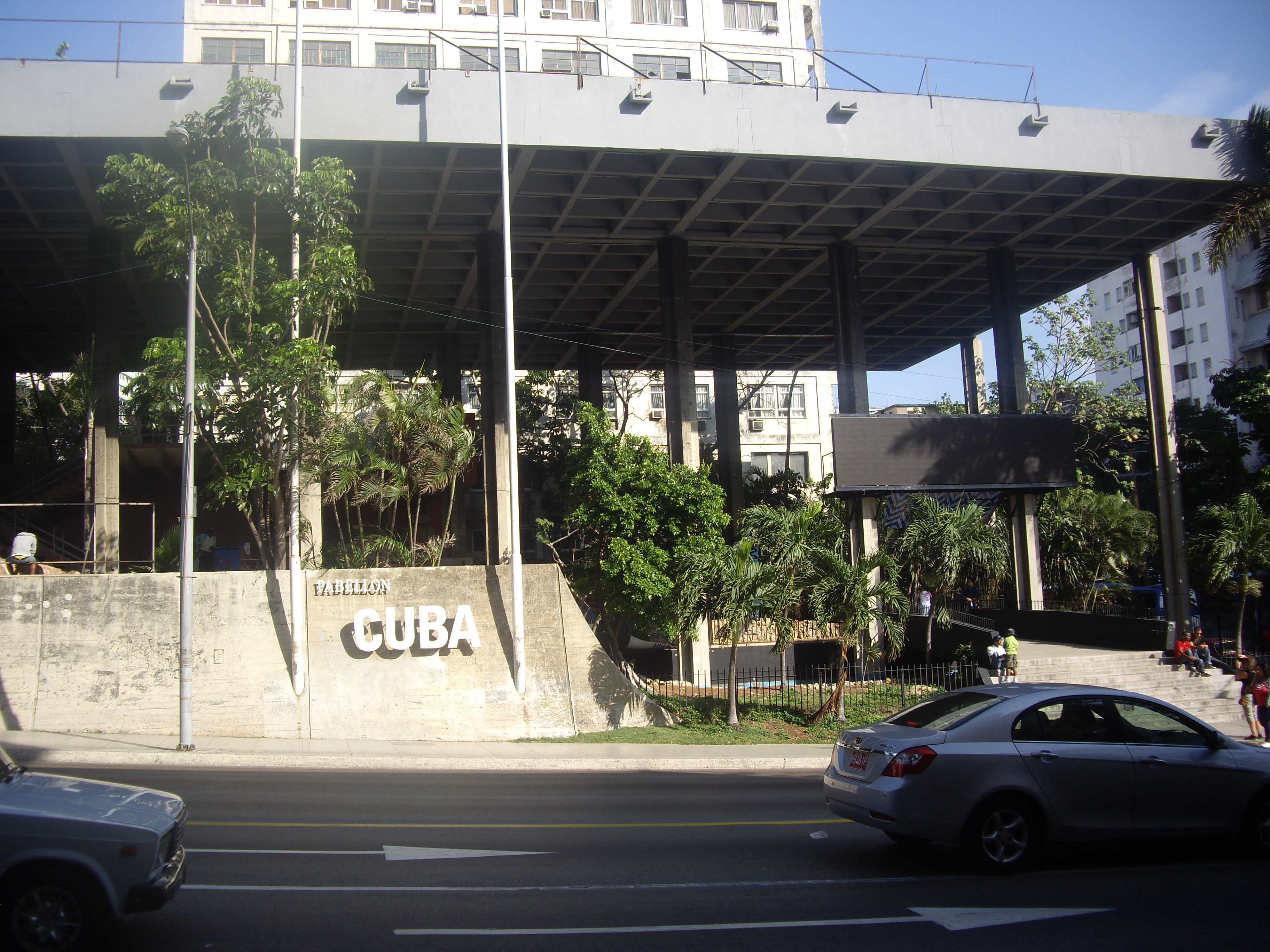
Pavelló de Cuba

Es va edificar el 1963, en només 70 dies, i ha acollit importants esdeveniments, com la Primera Mostra de la Cultura Cubana, el 1967, i, en aquest mateix any, l'important Saló de Maig, que va portar a Cuba des de París el que en el món es feia en el camp de les arts plàstiques. Avui continua sent un dels llocs culturals més concorreguts de la ciutat.